# Zephyrarchaea robinsi
Espèce
Synonymes
- Austrarchaea robinsi Harvey, 2002

Zephyrarchaea robinsi est une espèce d'araignées aranéomorphes de la famille des Archaeidae.

## Distribution
Cette espèce est endémique du Great Southern en Australie-Occidentale,. Elle se rencontre dans le parc national de la chaîne de Stirling.

## Description
La femelle décrite par Rix et Harvey en 2012 mesure 3,69 mm.

## Étymologie
Cette espèce est nommée en l'honneur de Noel Robins.

## Publication originale
- Harvey, 2002 : A new species of Austrarchaea (Araneae: Archaeidae) from Western Australia. Records of the Western Australian Museum, vol. 21, p. 35-37 (texte intégral).